# День архивов

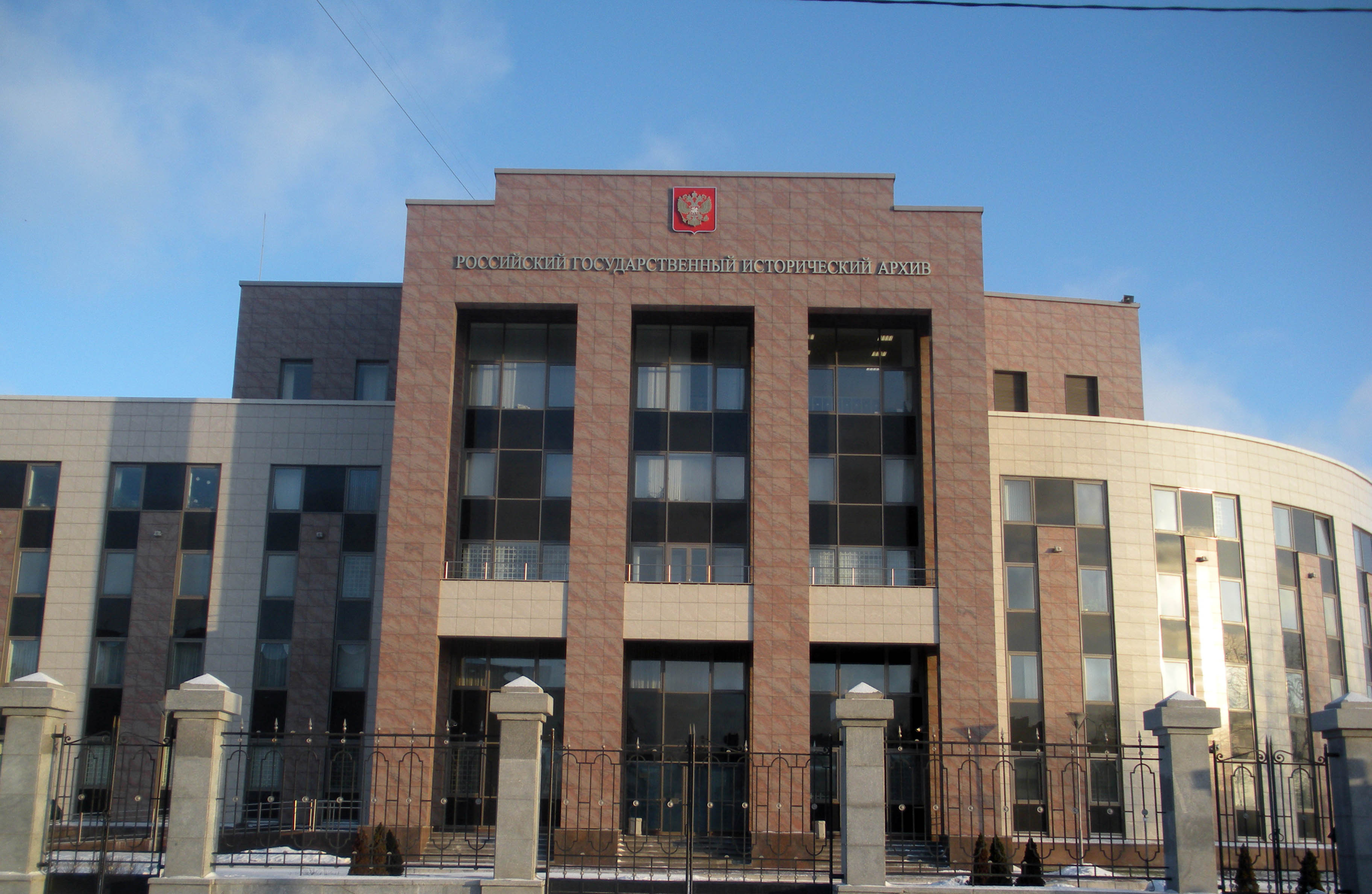
Российский государственный исторический архив

День архивов — памятная дата, установленная для привлечения внимания широкой общественности и лиц, принимающих решения, к достижениям и проблемам архивного дела. Архивными работниками отмечается как профессиональный праздник.

## Международный День архивов
Решением конференции Международного Совета архивов в ноябре 2007 года дата образования этой организации 9 июня 1948 года была определена как международный День архивов.

## День архивов в России
Решением коллегии Федеральной архивной службы России от 5 марта 2003 года установлен профессиональный праздник работников архивов, отмечаемый ежегодно 10 марта. Датой празднования выбран день 28 февраля 1720 (10 марта по новому стилю). В этот день Петром I был подписан первый в России государственный акт — «Генеральный регламент или Устав». Он определил основы организации государственного управления в стране и ввёл во всех государственных органах власти архивы и государственную должность актуариуса, которому надлежало «письма прилежно собирать, оным реестры чинить, листы перемечивать…». Этот указ Петра I положил начало государственной российской архивной службе.
До 2002 года архивисты отмечали профессиональный праздник 1 июня, в этот день в 1918 году Совет народных комиссаров РСФСР принял декрет «О реорганизации и централизации архивного дела в РСФСР». Этим же декретом впервые был создан общероссийский орган управления архивным делом — Главное управление архивным делом (ГУАД) или Главархив, ныне это Федеральное архивное агентство России (Росархив).
В 1992 году по предложению архивиста В. Д. Есакова, поддержанному С. О. Шмидтом и Р. Г. Пихоя, было назначено специальное заседание Археографической комиссии. На заседании комиссии 31 марта 1992 года, состоявшемся в день 75-летия создания Союза российских архивных деятелей (18 (31) марта 1917 года), было принято решение установить эту дату как праздник Дня архивов. Какое-то время этот день считался профессиональным праздником сотрудников архивов.